# Denis Gokana
Denis Gokana, de son nom complet Denis Marie-Auguste Gokana, né le 21 avril 1958  à Brazzaville en république du Congo, est un homme politique, un homme d'affaires et chef d'entreprise. Spécialiste du secteur pétrolier, il a dirigé la Société nationale des pétroles du Congo (SNPC) et a fondé l'entreprise privée Africa Oil & Gas Corporation (AOGC). Il est également connu pour son rôle de conseiller spécial du président Denis Sassou-Nguesso sur les questions pétrolières.

## Biographie

### Origine et formation
Originaire de Boundji et issu de l’ethnie Mbochi, Denis Gokana détient un doctorat en physique obtenu à l’Université Paris-XI.

## Carrière professionnelle
Denis Gokana a travaillé pendant dix ans, de 1988 à 1998, au sein du groupe pétrolier Elf. Il a ensuite pris la tête du bureau londonien de la Société nationale des pétroles du Congo (SNPC).

### Conseiller spécial
Il est nommé en décembre 2002 conseiller spécial du président Denis Sassou-Nguesso, chef du département des ressources naturelles (mines et hydrocarbures notamment), poste qu'il occupe durablement au sein de l'appareil présidentiel. Il est membre du Parti congolais du travail dont il fait partie du comité central.

### Homme d’affaires et chef d'entreprise
Denis Gokana a été nommé le 14 janvier 2005, par le président Denis Sassou-Nguesso au poste clé de PDG de la SNPC, en remplacement de Bruno Itoua, nommé ministre de l’Énergie et de l’Hydraulique dans le nouveau gouvernement congolais. Denis Gokana a dirigé la SNPC comme président directeur général de 2005 à 2010, remplacé par Jérôme Koko .
Entre 2000 et 2002, Denis Gokana a fondé deux sociétés : International Trading Management & Services (ITMS) en France et Sphynx UK à Londres. Ces entreprises sont spécialisées dans l’assistance technique et la commercialisation de pétrole brut.
Il fonde en janvier 2003 la société Africa Oil & Gas Corporation (AOGC),, active dans l'exploration et la production pétrolières. AOGC a obtenu plusieurs blocs pétroliers, et collaboré avec des entreprises étrangères telles qu'Eni. AOGC a pris de l’ampleur dans le secteur pétrolier congolais, obtenant plusieurs permis d’exploration au large de Pointe-Noire. Elle exploite notamment le champ pétrolier de Pointe-Indienne et procède régulièrement à des enlèvements de cargaisons pour le compte de la SNPC. La société détient également des parts dans plusieurs permis pétroliers : 8 % dans Mwafi II (aux côtés d’ENI Congo à 58 % et de la SNPC à 34 %), 10 % dans Kitina II (ENI Congo 50 %, SNPC 40 %), 8 % dans Djambala II (ENI Congo 58 %, SNPC 34 %) et 10 % dans Foukanda.

## Vie privée
Denis Gokana est marié et père de deux enfants.

## Controverses
La gestion de Denis Gokana a suscité plusieurs polémiques. En 2005, un rapport de l’ONG Global Witness et une décision de la Haute Cour de Londres ont révélé qu’il contrôlait secrètement plusieurs sociétés (Sphynx UK, Sphynx Bermuda, AOGC), à travers lesquelles du pétrole congolais était revendu à prix réduit à des partenaires privés, causant un manque à gagner pour l’État.
La société AOGC a aussi été au cœur d’une enquête judiciaire italienne portant sur des soupçons de corruption liés au groupe pétrolier Eni. Gokana aurait présidé le comité congolais qui a attribué des permis à AOGC, dans un contexte de contreparties illégales.

### Affaire Gokana
Le 28 novembre 2005, sur une plainte de la société Kensington International, un jugement d'un tribunal britannique a révélé que des officiels congolais avaient participé à la vente du pétrole de l'État congolais, à travers un réseau de sociétés offshore. Le tribunal britannique a identifié un trafic d'au moins 472 millions de dollars US, qui ont transité à travers deux sociétés, Sphynx Bermuda et Africa Oil and Gas Corporation. Africa Oil and Gas Corporation a récupéré la majeure partie des bénéfices dégagés par les ventes. 
Depuis 2002, des sociétés appartenant à Denis Gokana ont acheté du pétrole à la SNPC pour un montant au moins égal à environ 472 millions de dollars US à des prix considérablement inférieurs au prix du marché, pour ensuite le revendre à profit à des négociateurs indépendants,.
Les sociétés Sphynx UK, Sphynx Bermuda ont été établis par Denis Gokana en 2002 et en 2003 alors que celui-ci occupait le poste de conseiller spécial du Président congolais, Denis Sassou Nguesso. Ces sociétés ont continué d’acheter du pétrole à la SNPC jusqu’en 2005, après la promotion de Denis Gokana au poste de responsable de la compagnie, en infraction avec les statuts de la SNPC. 